# Bầu cử tổng thống Malawi 2020
Cuộc bầu cử tổng thống được tổ chức tại Malawi vào ngày 23 tháng 6 năm 2020, ban đầu được lên kế hoạch vào ngày 19 tháng 5 và sau đó là ngày 2 tháng 7. Họ theo dõi việc hủy bỏ kết quả của cuộc bầu cử tổng thống năm 2019, trong đó Peter Mutharika của Đảng Tiến bộ Dân chủ đã nhận được nhiều phiếu bầu nhất.
Kết quả của cuộc bầu cử tái tranh cử là một chiến thắng cho Lazarus Chakwera của Đảng Quốc hội Malawi, người đã đánh bại Mutharika với tỷ lệ chênh lệch 59% và 40%.

## Bối cảnh
Trong cuộc tổng tuyển cử tháng 5 năm 2019, Tổng thống đương nhiệm Peter Mutharika của Đảng Tiến bộ Dân chủ (DPP) đã được bầu lại với 39% phiếu bầu, đánh bại Lazarus Chakwera của Đảng Quốc hội Malawi (35%) và Saul Chilima của Phong trào Chuyển đổi Liên minh (20%). DPP cũng vẫn là đảng lớn nhất trong Quốc hội, giành được 62 trong số 193 ghế. Tuy nhiên, cuộc bầu cử tổng thống đã bị thách thức tại tòa bởi Chakwera và Chilima, và vào tháng 2 năm 2020, Tòa án Hiến pháp Malawi đã bãi bỏ kết quả bầu cử tổng thống, trích dẫn bằng chứng về sự bất thường và ra lệnh bầu cử mới trong vòng 150 ngày.
Nghị viện đã thông qua Dự luật sửa đổi Nghị viện và Tổng thống (PPEA) vào ngày 24 tháng 2, lấy ngày 19 tháng 5 là ngày bầu cử tổng thống mới và kéo dài một nhiệm kỳ của các nghị sĩ và ủy viên hội đồng địa phương trong một năm để cho phép bầu cử tổng thống, quốc hội và địa phương vào năm 2025. Vào tháng 3, Ủy ban bầu cử Malawi đã công bố ngày bầu cử mới, ngày 2 tháng 7, một ngày trước giới hạn 150 ngày để tổ chức các cuộc bầu cử do Tòa án Hiến pháp quy định. Vào ngày 21 tháng 5, ủy ban các vấn đề pháp lý của quốc hội tán thành cho cuộc bầu cử tổng thống mới sẽ được tổ chức vào ngày 23 tháng 6 thay vì ngày 2 tháng 7.

## Các ứng viên
Lazarus Chakwera và Peter Kuwani đã nộp đơn đề cử tương ứng vào ngày 6 tháng 5 năm 2020. Peter Mutharika đã nộp đơn đề cử vào ngày hôm sau, với Atupele Muluzi điều hành cuộc chạy đua của ông.

## Hệ thống bầu cử
Theo kết quả phán quyết của Tòa án Hiến pháp, Tổng thống Malawi sẽ được bầu bằng cách thức hệ thống hai vòng, thay thế cho hệ thống first-past-the-post voting (ứng viên giành được nhiều phiếu nhất so với các đối thủ khác sẽ là người thắng cuộc) được sử dụng vào năm 2019.

## Các cuộc thăm dò ý kiến
Một cuộc thăm dò được thực hiện bởi IPOR Malawi cho thấy 53% số người được hỏi mong muốn Lazarus Chakwera giành chiến thắng trong cuộc bầu cử, trong khi 31% dự đoán Mutharika sẽ giành chiến thắng.
Ở cấp quốc gia, theo các cuộc thăm dò, 51% sẽ bỏ phiếu cho Chakwera, trong khi 33% cho Mutharika và 0,2% cho Peter Kuwani.
Một cuộc thăm dò khác của Afrobarometer cho thấy Chakwera có nhiều khả năng giành chiến thắng trong cuộc bầu cử.

## Kết quả
| Ứng viên                                                        | Ứng viên                   | Đảng                            | Phiếu     | %     |
| --------------------------------------------------------------- | -------------------------- | ------------------------------- | --------- | ----- |
|                                                                 | Lazarus Chakwera           | Đảng quốc hội Malawi            | 2,604,043 | 59.34 |
|                                                                 | Peter Mutharika            | Đảng tiến bộ dân chủ            | 1,751,877 | 39.92 |
|                                                                 | Peter Kuwani               | Phong trào phát triển Mbakuwaku | 32,456    | 0.74  |
| Toàn bộ                                                         | Toàn bộ                    | Toàn bộ                         | 57.323    | –     |
| Toàn bộ                                                         | Toàn bộ                    | Toàn bộ                         | 4.445.699 | 100   |
| Cử tri đã đăng ký / cử tri                                      | Cử tri đã đăng ký / cử tri | Cử tri đã đăng ký / cử tri      | 6.859.570 | 64,81 |
| Nguồn: MEC Lưu trữ ngày 25 tháng 6 năm 2020 tại Wayback Machine |                            |                                 |           |       |

## Phản ứng
Các nhân vật chính trị đối lập ở các nước châu Phi khác đã chúc mừng chiến thắng của Chakwera, trong đó có lãnh đạo của Phong trào Thay đổi Dân chủ ở Zimbabwe; Douglas Mwonzira, lãnh đạo của Liên minh vì sự thay đổi và minh bạch ở Tanzania; lãnh đạo Zitto Kabwe, cựu lãnh đạo của Liên minh Dân chủ ở Nam Phi; Mmusi Maimane, và ứng cử viên tổng thống đầy tham vọng cho cuộc tổng tuyển cử năm 2021 ở Ucraina Henry Tumukunde.